# Robert Campin
Pour les articles homonymes, voir Campin.

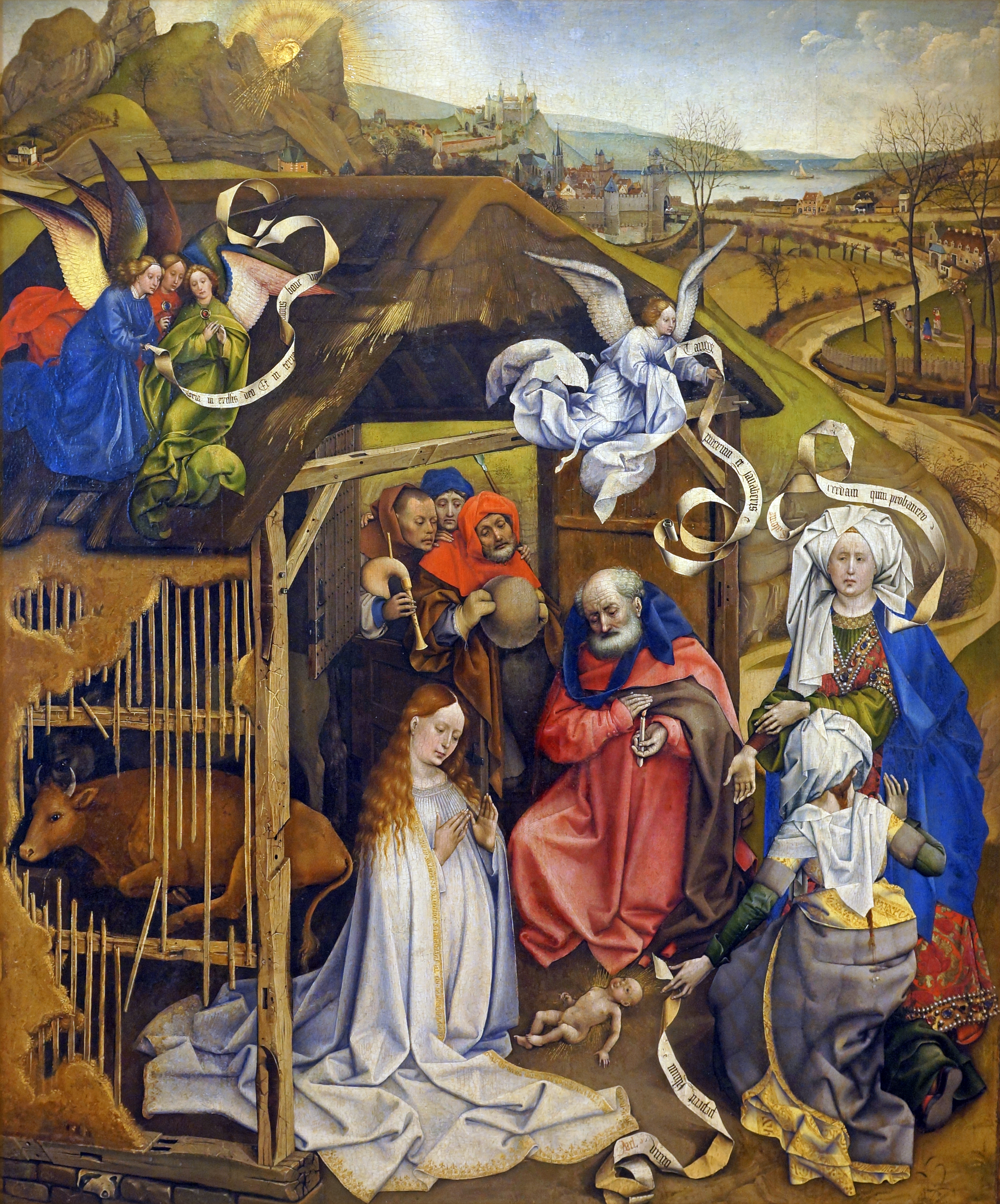
La Nativité, v. 1420-26

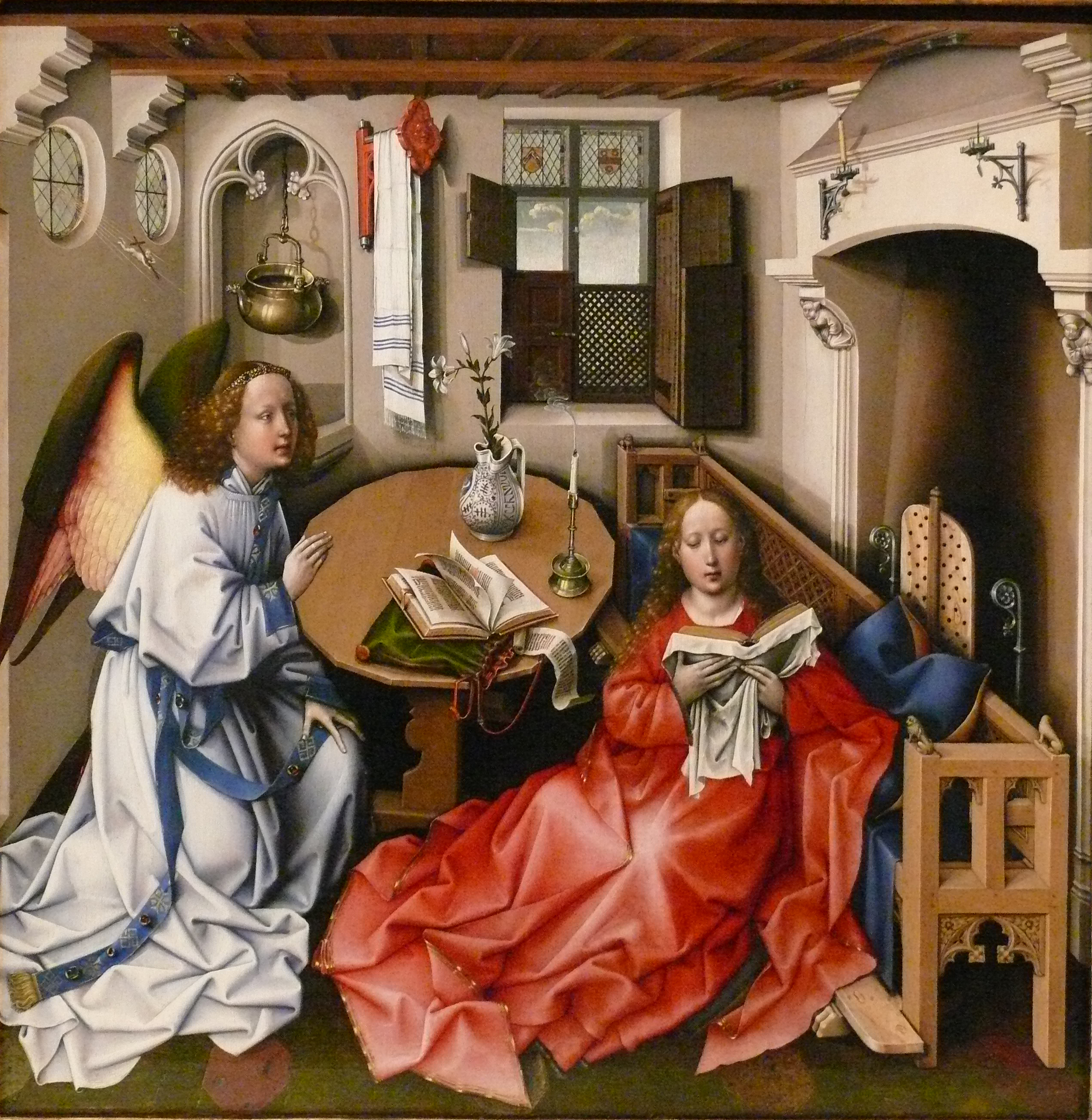
L'Annonce faite à Marie, in Triptyque de Mérode, (panneau central), attribué à l'atelier, v. 1420-1427

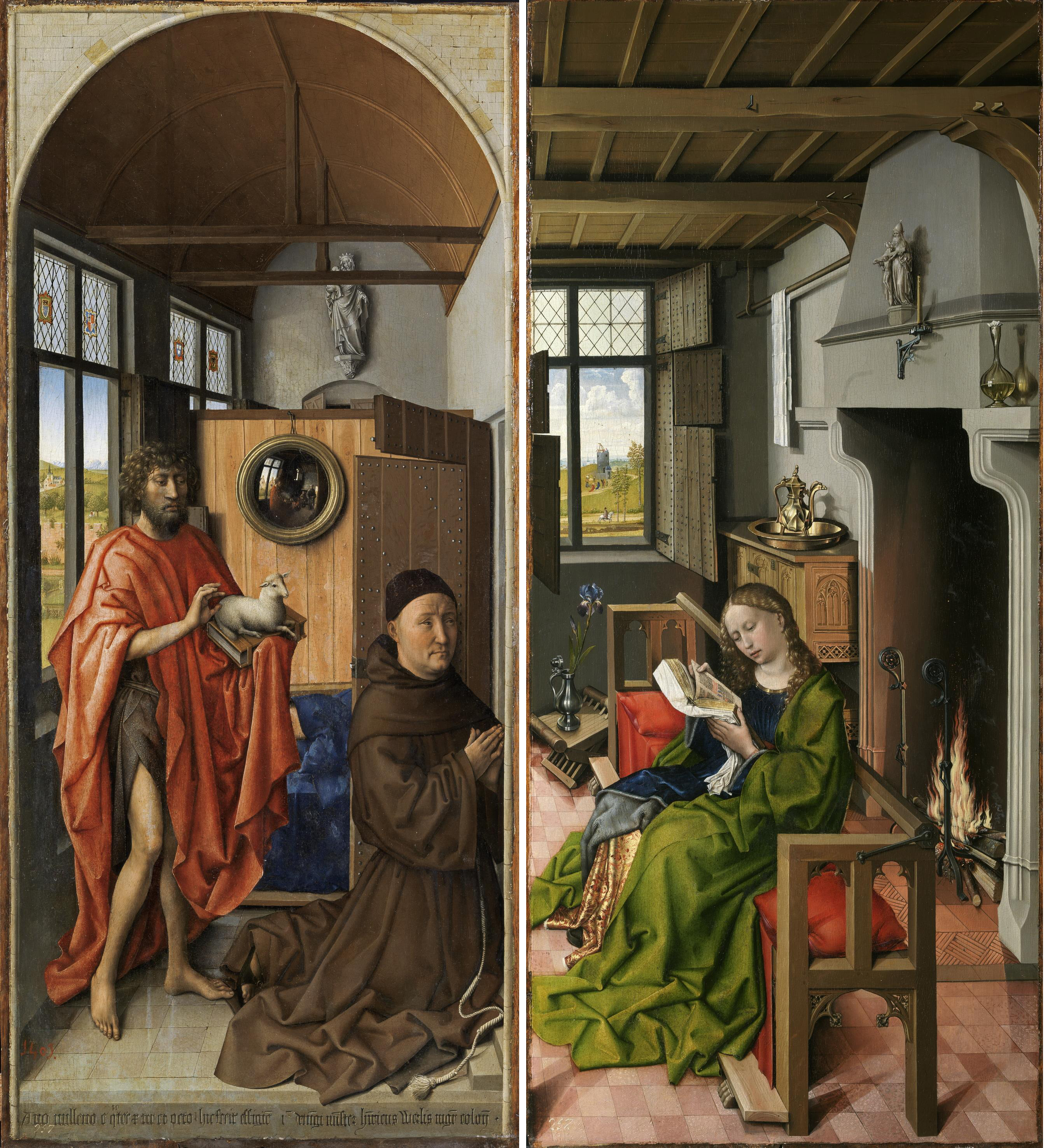
Triptyque de Werl,
(panneaux latéraux), v. 1438

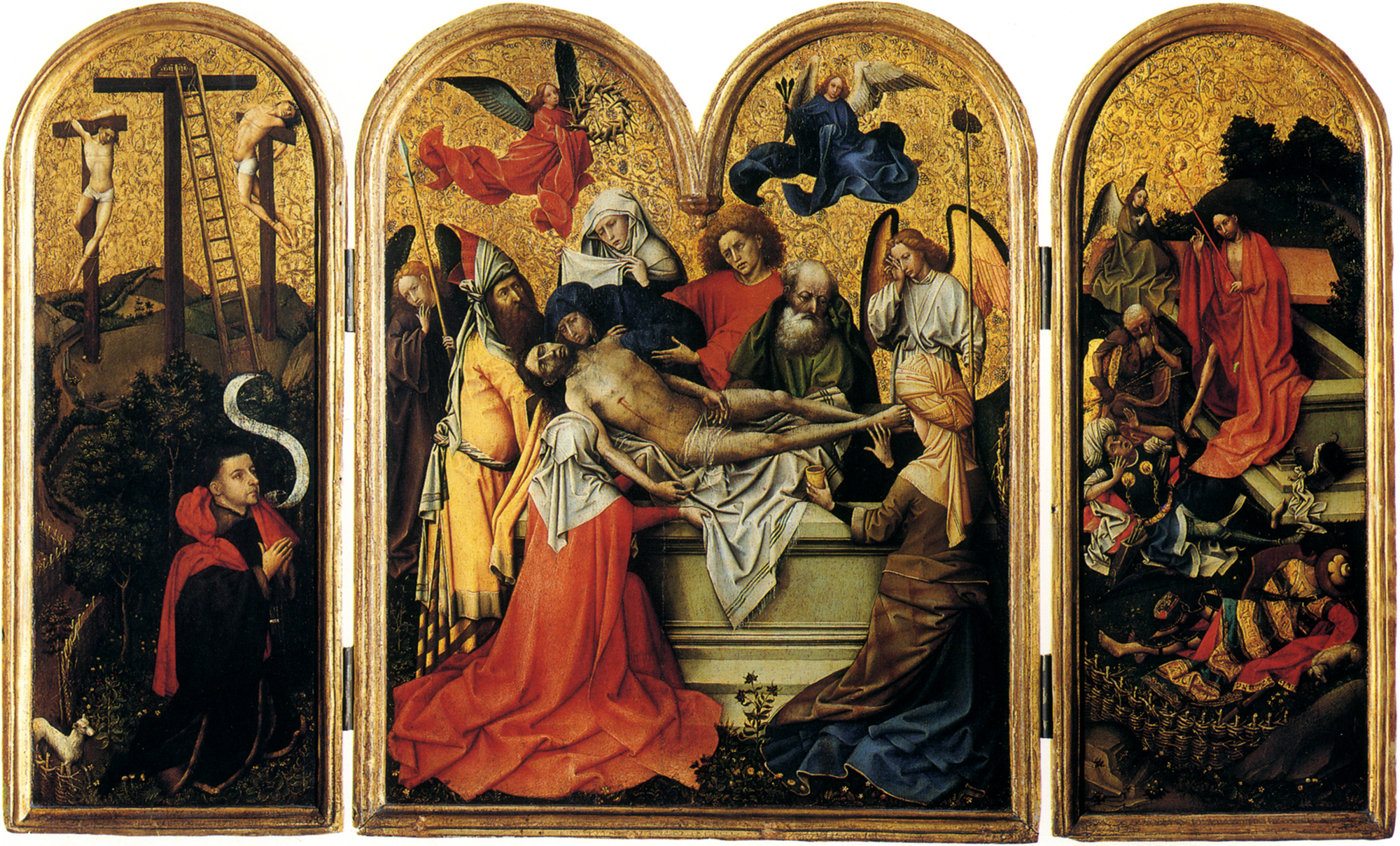
Triptyque de l'enterrement du Christ (ou Triptyque Seilern), 1415, Institut Courtauld.

Robert Campin, souvent identifié au « Maître de Flémalle », né à Valenciennes (comté de Hainaut) vers 1378 et mort à Tournai le 26 avril 1444, est un peintre hennuyer associé aux primitifs flamands.

## Biographie
Issu d'une famille de Valenciennes, ville alors située dans le comté de Hainaut, il fait une partie de son apprentissage à Dijon. Sa première apparition en tant que peintre se situe à Tournai (à l'époque petite république communale et épiscopale) où plusieurs acquisitions immobilières sont à son nom, ce qui dénote une certaine réussite matérielle.
Entre 1418 et 1432, il devient chef d'atelier à Tournai et a comme élève Roger de la Pasture (ensuite connu sous le nom de Rogier van der Weyden) à partir de 1427 et Jacques Daret. Il rencontre probablement Jan van Eyck, qui réside alors à Lille, durant ses visites à Tournai.
Il va par la suite s'engager intellectuellement du côté des Français contre les pro-Bourguignons, ce qui lui occasionne plusieurs condamnations en justice. En 1423, il est l’un des meneurs d’une révolte des artisans de Tournai contre le pouvoir aristocratique. Il joua un rôle important dans le nouveau gouvernement et exerça diverses fonctions publiques : au sein de la magistrature, comme doyen de la Guilde de Saint-Luc des orfèvres et des peintres, et à partir de 1428 comme marguillier de l'église Saint Pierre. Mais l'année suivante, il fut condamné pour sa participation à ce soulèvement : il dut payer une amende et accomplir un pèlerinage à Saint-Gilles en Provence. Il lui fut également interdit d'exercer toute fonction publique. En 1432, il se retrouve à nouveau accusé, mais cette fois pour sa liaison extraconjugale avec Laurence Polette. Il fut banni de Tournai pendant un an, mais, grâce à l'intervention de Marguerite de Bourgogne, la sanction fut commuée en amende.

## Œuvres
L'analyse de son œuvre est rendue excessivement difficile par l'absence totale de tableau signé de son nom et par la notion de travail d'atelier : l'artiste commence une peinture qui est achevée par ses élèves et n'hésite pas à en faire des copies de sa main ou par d'autres personnes.
Robert Campin est le peintre qui a le plus de titres à être assimilé au « maître de Flémalle », dont la véritable identité reste cependant obscure et hypothétique, car d'autres artistes de cette époque auraient pu incarner ce mystérieux personnage. L'attribution est donc sujette à caution et repose sur des arguments chronologiques (un seul tableau est daté), géographiques et stylistiques. En 1909, considérant d'une part les rapports de Roger van der Weyden et de Jacques Daret avec le maître de Flémalle, d'autre part les mentions trouvées dans les archives de Tournai qui prouvent leur apprentissage chez un même maître, Robert Campin, on proposa de reconnaître dans ce peintre le maître de Flémalle.
Campin reste cependant le grand précurseur de la peinture de la Renaissance flamande où apparaissent des représentations réalistes et non plus symboliques de personnages, de décors ou d'objets. L'irruption de la vie réelle dans des œuvres à thématique sacrée n'est pas totalement neuve pour l'époque, mais elle fut traitée par le maître d'une manière particulièrement détaillée : sages-femmes dans la Nativité du musée des beaux-arts de Dijon, intérieur bourgeois dans la Vierge à la cheminée (musée de l'Ermitage) ou dans le triptyque de l'Annonciation conservé à New York.
Ce « réalisme » cause peu à peu la disparition de certains symboles religieux (fonds dorés ou auréoles) et on passe successivement d'une Nativité sur une « scène qu'aucun spectateur n'aurait pu jamais voir » à une Annonciation « dans un espace théoriquement visible et néanmoins assez abstrait », enfin, à une Sainte Barbe « dont chacun d'entre nous pourrait s'imaginer en spectateur » (Tzvetan Todorov).
Il fit un certain nombre de portraits (dont deux sont visibles à la National Gallery à Londres), figés de trois-quarts, les visages remplissant l'essentiel du cadre, et qui sont les premiers à prendre en modèle des notables locaux, témoins de « l'irruption triomphante de l'individu » (Tzvetan Todorov). Il a également travaillé avec le sculpteur Jean de la Mer, auteur d'une Annonciation conservée dans l'église Sainte-Marie-Madeleine, dont il a polychromé les deux personnages.
Selection d'Oeuvres;
- Vierge debout, (v. 1410), huile sur bois, 160 × 68 cm, Städelsches Kunstinstitut, Francfort.
- Sainte Véronique, (v. 1410), huile sur bois 151,5 × 61 cm, Städelsches Kunstinstitut, Francfort.
- Le Mauvais Larron, (v. 1410), huile sur bois, 33 × 92,5 cm, Städelsches Kunstinstitut, Francfort.
- Sainte Trinité, (v. 1410), huile sur bois, 148,7 × 61 cm, Städelsches Kunstinstitut, Francfort.
- Triptyque Seilern, (1410-1420), huile sur bois, Institut Courtauld, Londres.
- La Nativité, (v. 1420-1426), huile sur bois, 87 × 70 cm, musée des beaux-arts de Dijon, Dijon.
- Portrait d'un Homme gros, 1425ca, Madrid Musée Thyssen Bornemisza
- Triptyque de Mérode, (v. 1427-1432), huile sur bois, 64,1 × 63,2 cm et 27,3 (×2), Metropolitan Museum of Art, New York (attribué à l'atelier). Il a appartenu à la comtesse Jeanne de Merode[5] qui avait construit un château devenu l'actuelle maison communale de Westerlo.
- Diptyque de la Trinité et de la Vierge l'Enfant devant la cheminée, (années 1430), huile sur bois, 34,3 x 24,5 cm (x2), Musée de l'Ermitage, Saint-Pétersbourg.
- Portrait d'un Homme 1435ca, Londres National Gallery.
- Portrait d'une Femme, 1435ca, Londres national Gallery.
- Triptyque Heinrich von Werl, (v. 1438), huile sur bois, musée du Prado, Madrid.
- La Vierge en gloire entre saint Pierre et saint Augustin vénérée par un donateur, (vers 1440), Huile sur panneau, 47 × 31 cm, Aix-en-Provence, musée Granet.

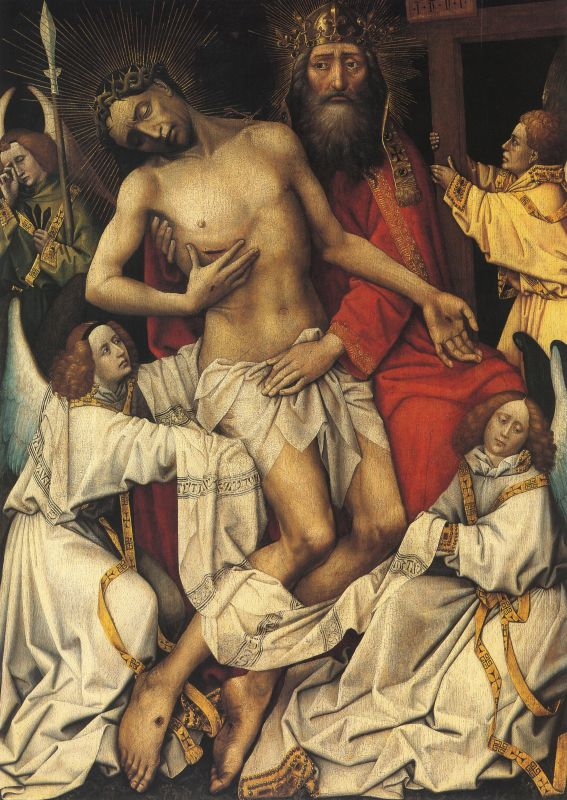
Sainte Trinité 1410ca - Louvain Musée
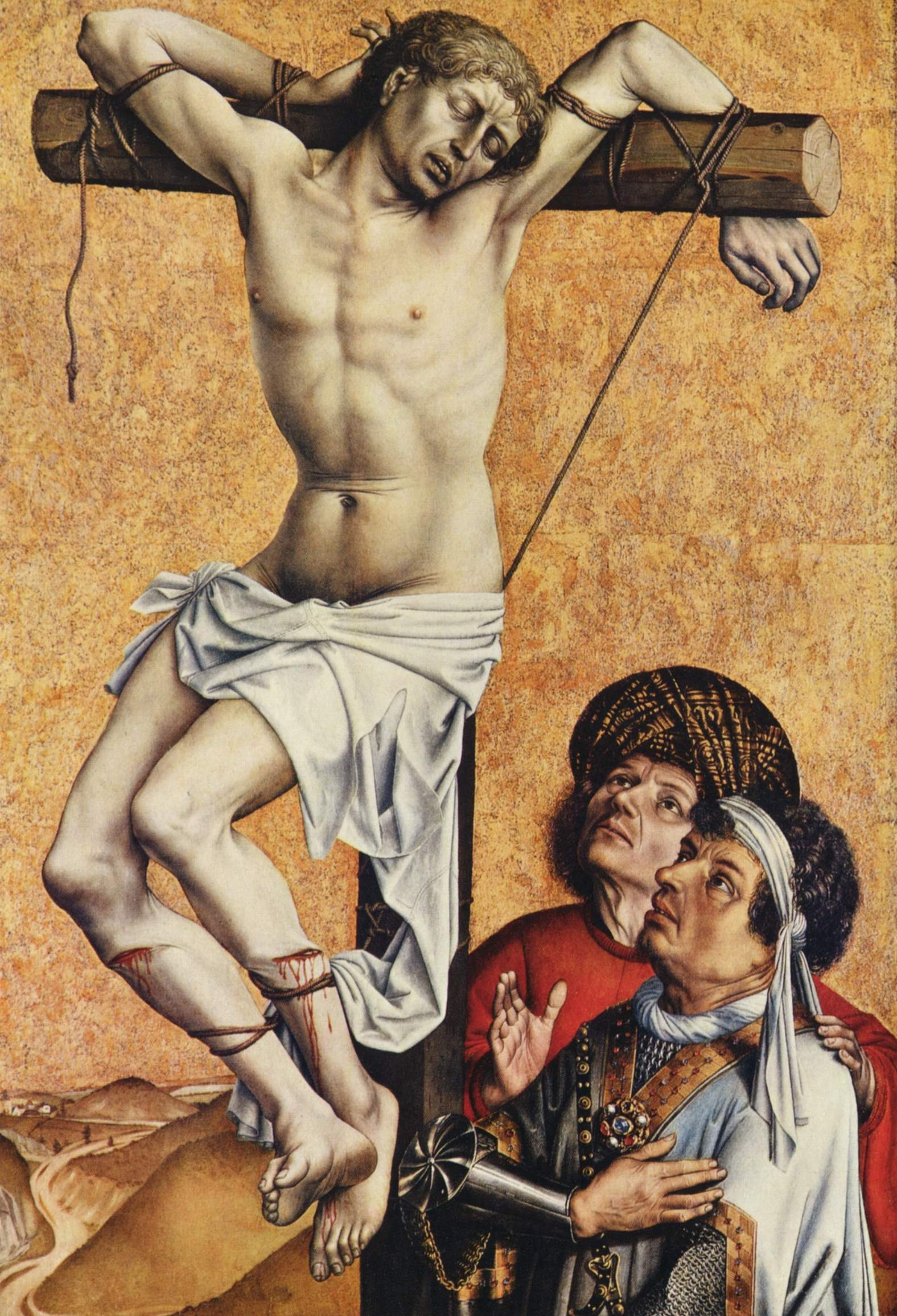
Le Mauvais Larron 1420ca - Francfort Stadel Museum
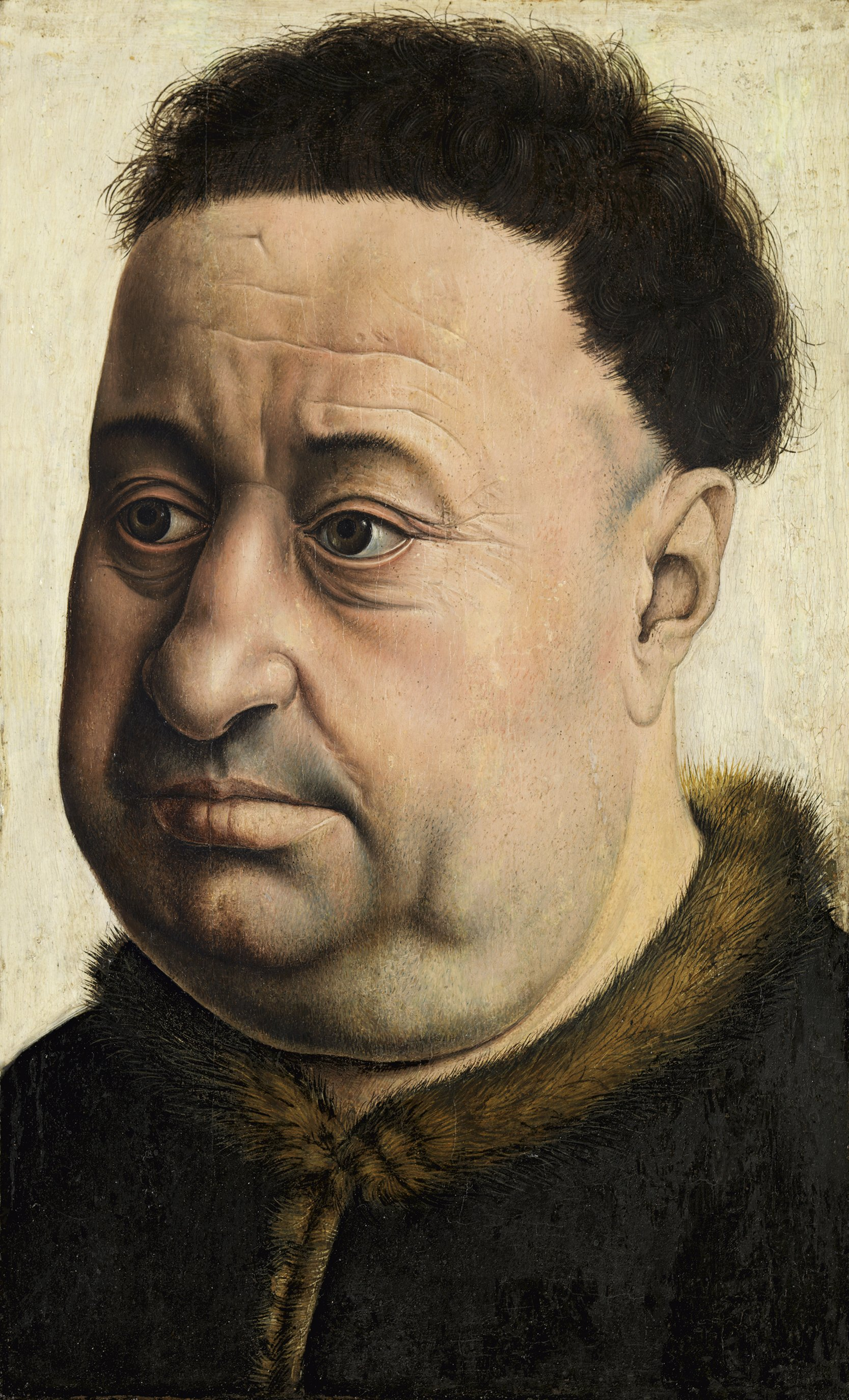
Portrait d'un Homme gros, 1425ca -  Madrid Musée Thyssen-Bornemisza
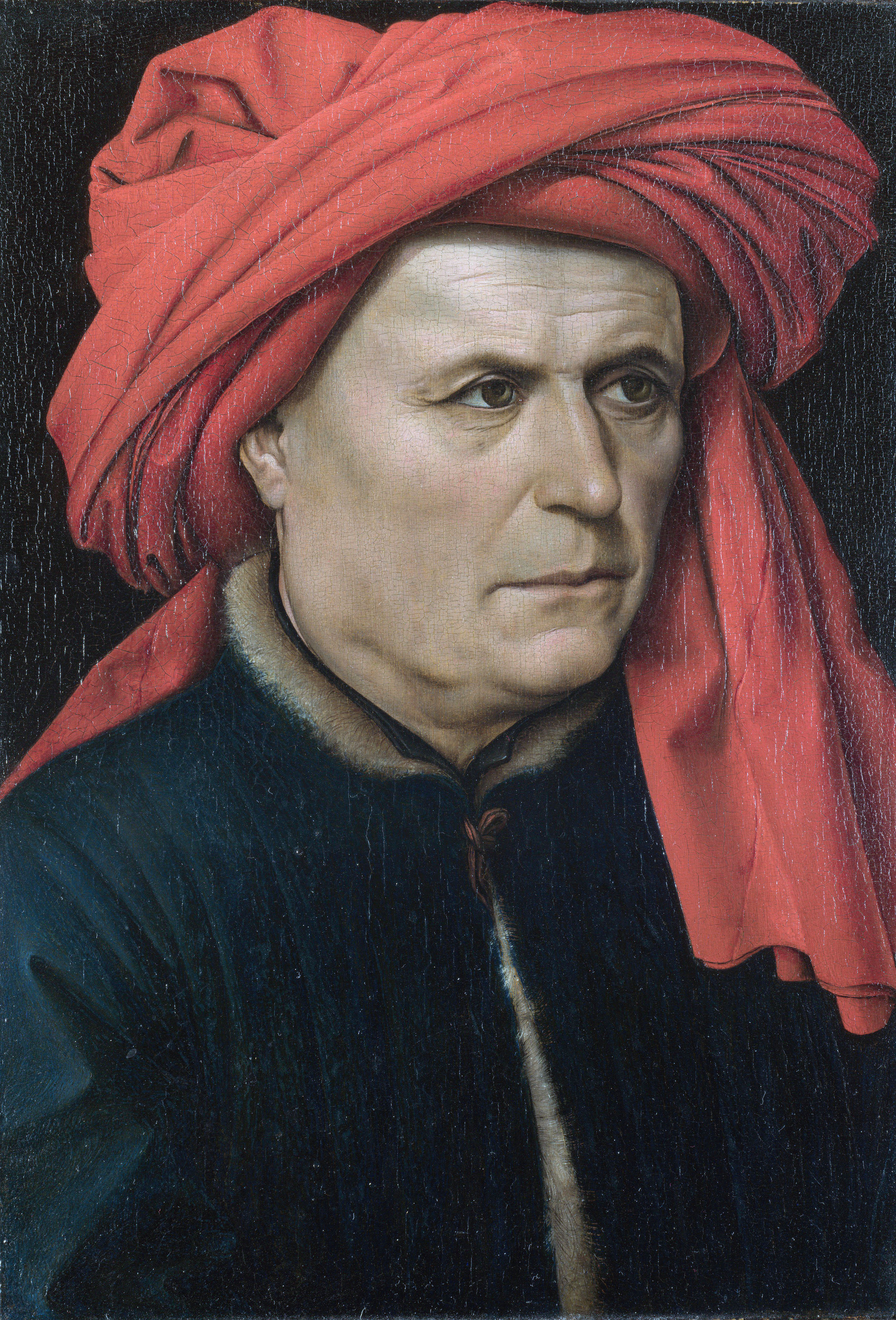
Portrait d'un Homme, 1435ca - Londres National gallery
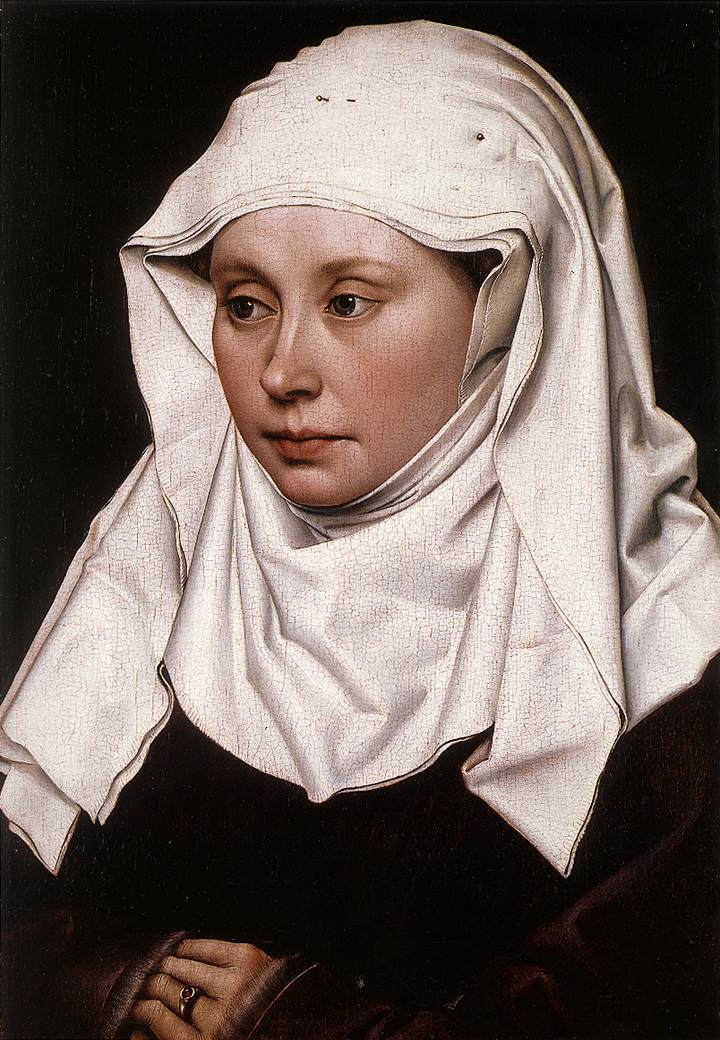
Portrait d'une Femme 1435ca - Londres National gallery